# Freida Pinto
Freida Pinto (Mumbai, 18 d'octubre de 1984) és una actriu i model professional de nacionalitat índia i educació cristiana catòlica, coneguda sobretot pel seu paper com Latika en la pel·lícula Slumdog Millionaire guanyadora del premi de l'Acadèmia a millor pel·lícula del 2008. Pinto va guanyar un premi GUILD per la seva actuació com a actriu secundària i va ser nominada al BAFTA com a millor actriu secundària. El 2013 va participar en el videoclip de "Gorilla" del cantant Bruno Mars.

## Biografia
Freida Pinto va néixer a Bombai, filla de Frederick i Silvia Pinto; el primer era Gerent del Banc de Baroda i la mare directora d'un institut (St. John's Universal High School). El seu pare era originari de Neerude i la seva mare de Derebail (tots dos propers a Bangalore). El seu cognom és d'origen portuguès, a causa del resultat de la conversió dels seus avantpassats al catolicisme pels missioners. La seva família la va criar en la comunitat catòlica de Bangalore i Hawaii. La seva germana gran, Sharon, és productora associada d'un canal de notícies local (NDTV news channel). Pinto va estudiar en l'Institut Carmel de l'escola St. Joseph en Malad (suburbi de Bombai) i va completar la seva Llicenciatura en Art i Literatura Anglesa en el St. Xavier's College de Mumbai. Va estudiar diferents formes de Danses clàssiques de l'Índia, així com salsa.
Pinto va coprotagonitzar la comèdia dramàtica de Woody Allen, Coneixeràs l'home dels teus somnis,  amb Antonio Banderas, Josh Brolin, Anthony Hopkins, Anupam Kher i Naomi Watts, que es va estrenar en el Festival de Cinema de Canes 2010.
Pinto va aparèixer en la pel·lícula de ciència-ficció del 2011, La rebel·lió del planeta dels simis, una preqüela del  Planeta dels simis, al costat de James Franco. Hi va fer el paper de Caroline, una primatòloga. El mateix any, també va sortir en la pel·lícula de fantasia i acció dramàtica,  Immortals, en la qual interpretava a la sacerdotessa oracle, Fedra. A més va interpretar a la princesa Lailah en  El príncep del desert.

## Carrera
Abans de protagonitzar Slumdog Millionaire, Pinto estava al programa de viatges internacionals, Full Circle, en Zee International Àsia Pacific en anglés entre 2006-2008. Pinto també va ser presentada a diversos programes de televisió i anuncis impresos de productes com la goma de mastegar Wrigley, Škoda, Vodafone Índia, Airtel, i DeBeers.

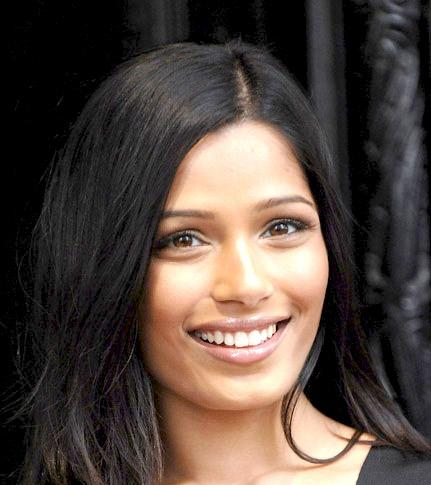
Freida Pinto a Londres

Pinto va treballar com a model durant quatre anys i va aparèixer en desfilades i portades de revistes. Va estudiar actuació en l'estudi The John Barry a Andheri i va ser entrenada pel director de teatre John Barry. Després de sis mesos d'audicions, va rebre una trucada per Slumdog Millionaire. Pinto va fer la prova per a Danny Boyle, va ser preseleccionada i finalment escollida per protagonitzar la pel·lícula.
Pinto va fer el seu debut cinematogràfic el 2008 en Slumdog Millionaire, on interpretava el paper de Latika, la noia de la qual Jamal (Dev Patel) estava enamorat. En el Festival Internacional de Cinema de Toronto 2008, la pel·lícula va guanyar el Premi People Cadillac. El 2009 en els Globus d'Or, la pel·lícula va guanyar quatre premis. Pinto va ser nominada a "BAFTA a la millor actriu secundària de l'any 2009. Aquest mateix any Pinto va guanyar el premi del Screen Actors Guild a la Millor Interpretació de Repartiment en una pel·lícula, juntament amb altres membres del repartiment de Slumdog Millionaire.
El 2009, Pinto va ser presentada en la llista de la revista People de "Les persones més belles", i en la de les "Les Dones Millors Vestides del Món". Aquest mateix any, el Daily Telegraph va informar que va ser l'actriu índia millor pagada (ella no es considera una estrella de Bollywood, ja que mai ha sortit en una pel·lícula de Bollywood). El 2009 va ser inclosa en la llista de Vogue (revista) de les deu dones més elegants. El 13 de maig de 2009, Pinto es va convertir en el nou rostre de L'Oréal. El 2010 va aparèixer en el "Top 99 Dones Més Desitjables" enquesta duta a terme per Askmen.com. People la va nomenar com una de les "2012 més bella a qualsevol edat".
El 2013, va participar en el videoclip del cantant Bruno Mars, "Gorilla".

## Filantropia

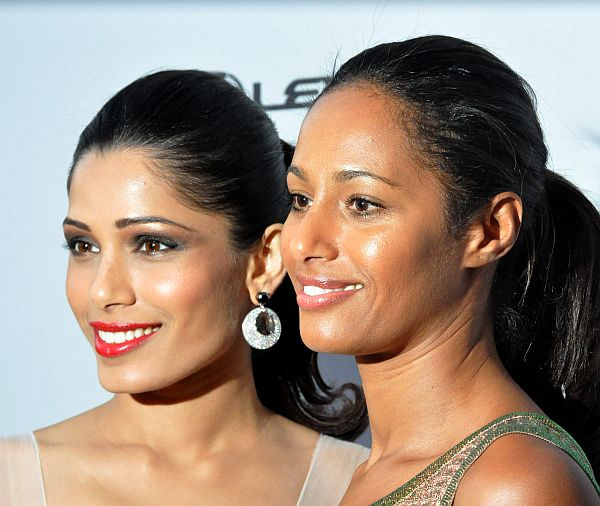
Pinto al costat de Rula Jebreal

Pinto es va unir a Andre Agassi i Steffi Graf en suport de la seva organització filantrópica "Fundació Agassi ". Ella és l'única actriu índia que ha participat en la recaptació de fons anual titulada, "El 15è Gran slam per als nens", que té com a objectiu recaptar fons per a l'educació dels nens desfavorits.

## Vida Personal
Pinto es va comprometre amb el publicista Rohan Antao l'any 2007, mantenien una relació des del 2003 però van posar-hi fi el gener de 2009. Des de 2009 fins a 2014 va tenir una relació amb Dev Patel, coprotagonista a Slumdog Millionaire.
Els seus actors favorits són Jack Nicholson i Johnny Depp i les seves actrius favorites són Marilyn Monroe i Nicole Kidman.

## Filmografia
| Any  | Pel·lícula                         | Paper          | Notes                                           |
| ---- | ---------------------------------- | -------------- | ----------------------------------------------- |
| 2008 | Slumdog Millionaire                | Latika         | Nominació − BAFTA a la millor actriu secundària |
| 2010 | Coneixeràs l'home dels teus somnis | Dia            |                                                 |
| 2010 | Miral                              | Miral          |                                                 |
| 2011 | Rise of the Planet of the Apes     | Caroline       |                                                 |
| 2011 | Trishna                            | Trishna        |                                                 |
| 2011 | Immortals                          | Fedra          |                                                 |
| 2011 | Black Gold                         | Princess Leyla |                                                 |